# Thomas Stothard

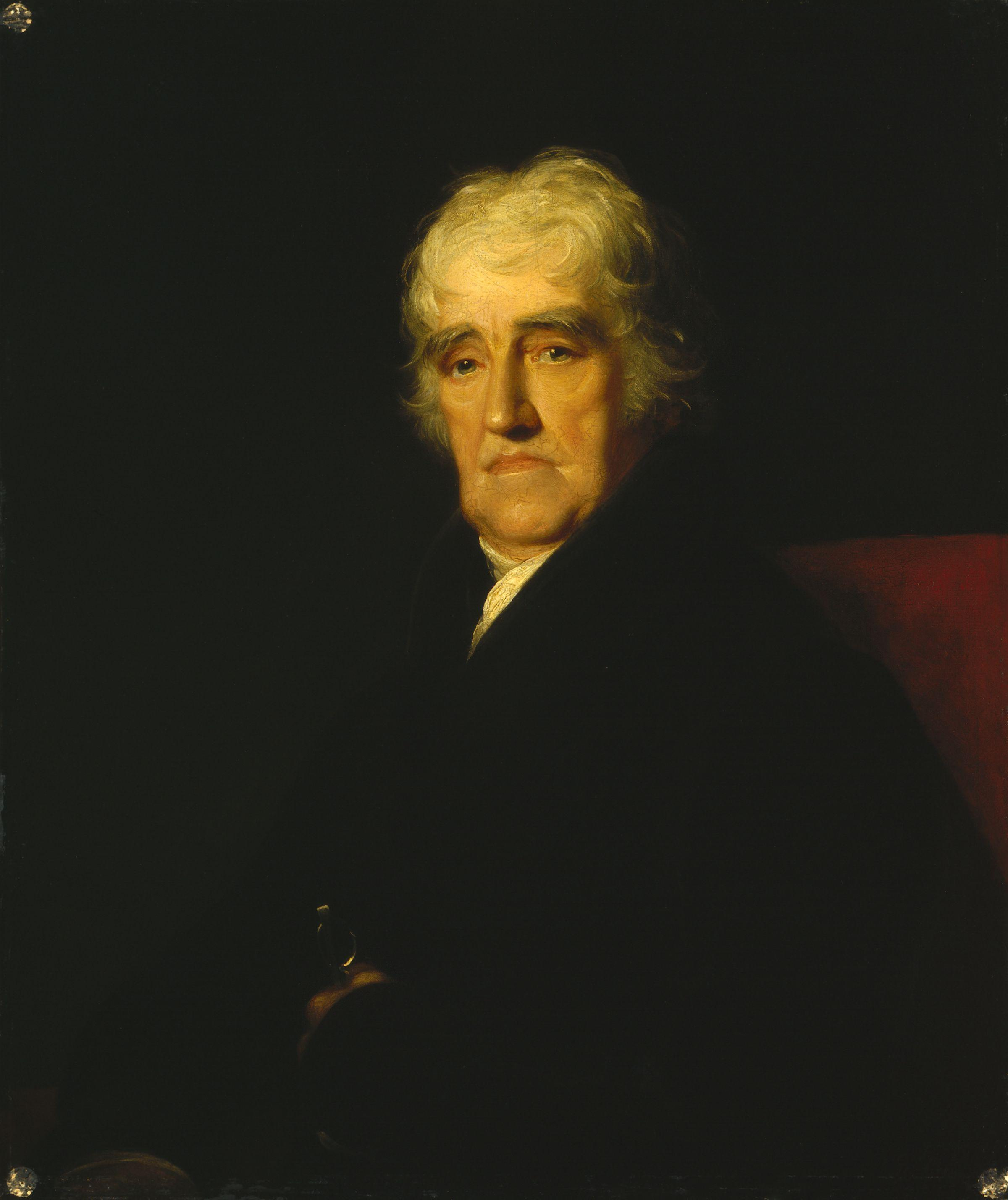
Thomas Stothard, retratado por James Green.

Thomas Stothard (17 de agosto de 1755 - 27 de abril de 1834) fue un pintor y grabador inglés.

## Su infancia
Nació en Londres, y era hijo del administrador de una posada en Long Acre. De niño estaba delicado de salud, y fue enviado a la edad de cinco a vivir con un pariente en Yorkshire. Asistió a la escuela en Acomb, en North Yorkshire, y después en Tadcaster y en Ilford, en el condado de Essex, Inglaterra. Mostró talento para el dibujo y fue aprendiz de un dibujante para el diseño de patrones de brocado aplicado sobre seda en Spitalfields: además, durante su tiempo libre intentó realizar ilustraciones para las obras de sus poetas favoritos. Algunos de estos dibujos fueron elogiados por Harrison, editor de la revista El Novelista.
Cuando su maestro falleció, finalmente Stothard decidió dedicarse enteramente al arte.

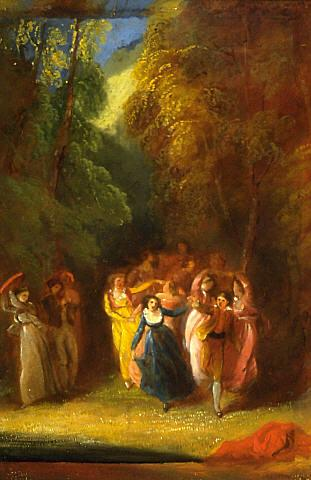
"La danza, el séptimo día"(1887) - Galería de Arte de Auckland.

Desde 1786, Thomas Fielding, un amigo de Stothard que también era grabador, produjo grabados utilizando diseños de Stothard, Angelika Kauffmann, y diseños propios. Las escenas de La Arcadia eran especialmente apreciadas. Fielding se dio cuenta de esto por los colores, grabados en cobre, y el excelente nivel de calidad. Los diseños de Stothard tenían un atractivo estético excepcional.
En 1778 comenzó a estudiar en la Real Academia, de la que fue elegido como socio en 1792 y ejerció como académico a partir del año 1794. En 1812 fue nombrado bibliotecario, ya que antes había sido asistente durante dos años. Entre sus primeras ilustraciones de libros se encuentran dos laminas grabadas para los poetas Ossian y Robert Bell, y en 1780 se convirtió en un colaborador habitual de la revista El Novelista, donde produjo 148 diseños, incluyendo las once ilustraciones para “Peregrine Pickle” y los súbditos de Clarissa y Sir Charles Grandison.
Stothard diseñó placas para carteras de damas, entradas para conciertos, ilustraciones de almanaques, y retratos de actores populares. En todos ellos infundió una gracia y distinción que hacen que sus trabajos sean muy buscados por los coleccionistas. Entre sus tiras de obras más importantes se encuentran las dos series de ilustraciones paraRobinson Crusoe , uno para la revista New y uno para la edición de Stockdale, y además, las placas de El progreso del peregrino(1788), y la edición de El vicario de Wakefield (1792) de Oliver Goldsmith que hizo Harding. También ilustró The Rape of the Lock (1798), las obras de Salomón Gessner en (1802), los poemas de William Cowper en (1825), y El Decamerón, además de ilustrar temas en la excelente edición de Samuel Rogers titulada Italia en (1830) y Poemas en 1834, demostrando que incluso en su vejez, su imaginación todavía era fértil y su pulso firme.

## Sus obras más importantes

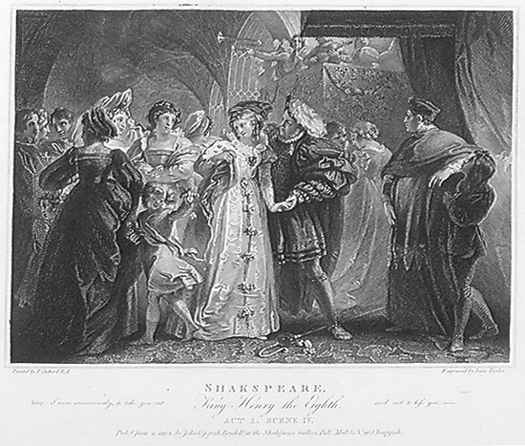
"Henry VIII: Acto I, Escena 4: Henry's first sight of Anne Boleyn".

El número de diseños realizados por Stothard fueron estimados por el historiador de arte Ralph Nicholson Wornum en aproximadamente cinco mil, y de estos, alrededor de tres mil han sido grabados. Sus trabajos al óleo son generalmente de pequeño tamaño. Su coloración suele ser rica y brillante y se fundamenta en las técnicas de Peter Paul Rubens, del que Stothard era un gran admirador. El Vintage, quizá su pintura al óleo más importante, se encuentra en la National Gallery de Londres (Galería Nacional de Londres). Además, Thomas Stothard, fue colaborador de John Boydell en la Galería Boydell Shakespeare, aunque su cuadro más conocido es la Procesión de los peregrinos de Canterbury, que se encuentra también en la Galería nacional, el grabado, que fue iniciado por Luigi Schiavonetti y continuado por Nicolás Schiavonetti y terminado por el grabador James Heath, también es inmensamente popular. La comisión de esta imagen fue dada a Stothard por Robert Hartley Cromek, lo cual produjo una disputa con su amigo William Blake.
Continuó pintando con un compañero de trabajo, conocido como "Flitch" de Bacon, el cual realizaba dibujos en sepia para los grabados de Thomas; pero estos trabajos nunca fueron llevados a color.

## Otros trabajos destacados
Además de sus pinturas de caballete, Thomas Stothard decoró la gran escalera de Burghley House, cerca de Stamford en Lincolnshire, con temas de la guerra, la intemperancia y el descenso de Orfeo en el infierno(1799 -- 1803), trabajó en la mansión de Hafod, en Gales del Norte, con una serie de escenas de Jean Froissart y Enguerrand de Monstrelet (1810), realizó la cúpula de la sala superior de la Biblioteca de los abogados, en Edimburgo (más tarde ocupada por la Biblioteca Signet), con representaciones de Apolo y las musas, y figuras de poetas, y otros oradores (en 1822), además preparó diseños para un friso y otras decoraciones en el Palacio de Buckingham, que no fueron ejecutados debido a la muerte de Jorge IV. También diseñó un magnífico escudo como obsequio para Arthur Wellesley, primer duque de Wellington, a petición de varios comerciantes de Londres: ejecutado por su propia mano, también realizó una serie de ocho grabados con distintos materiales para adornarlo.
En el Museo Británico hay una colección de cuatro volúmenes con los grabados de las obras de Thomas Stothard, compiladas por Robert Balmanno.